# Калот левоголовий
{{#ifeq:0|0|{{#if:|{{#if:Calotesliocephalus|[[]}}|}}}}
Калот левоголовий (Calotes liocephalus) — представник роду Калот родини Агамових. Інші назви «безхребетна лісова ящірка», «калот хрестуватий».

## Опис
Завдовжки сягає 42 см. Забарвлення спини зелене або блакитнувато-зелене з 5—6 поперечними темними смуги на хрест. Горло жовтувато-зелене з трьома чорними смугами навхрест. Чорна смуга проходить уздовж задньої половини або верхньої губи через барабанну порожнину. Нижня щелепа з чорними плямами, іноді темними на верхній частині голови, основа хвоста світло-оливково-коричнева, вся інша — світлими, темними відтінками, нижня частина — із зеленуватим відтінком. Голова середніх розмірів з опуклими щоками. На відміну від інших представників роду у левоголового калота немає шипів за вухами. Потиличний гребінь слабко розвинений. Спинна луска невелика. Навколо середини тулуба тягнеться 43—50 лусок. Кінцівки розвинені. Задні кінцівки доходять до очей. Основа хвосту опухла.

## Спосіб життя
Полюбляє лісову місцевість у горах. Зустрічається на висоті до 1850 м над рівнем моря. Більшу частину життя проводить на дереві. Харчується комахами, хробаками, рослинною їжею.
Це яйцекладна ящірка. Самиця в червні відкладає у землю 3-8 яйця розміром 14,8-19,5х8,6-11,0 мм.

## Розповсюдження
Це ендемік о. Шрі-Ланка. Мешкає у лісі Кнуклес.